# Simon I van Lippe
Simon I (overleden 1344) was heer van Lippe van 1273 tot 1344. Hij was een zoon van Bernhard IV en Agnes van Kleef.
Hij was gehuwd met Adelheid van Waldeck (overleden ca 1340), dochter van Hendrik I van Waldeck. Uit dit huwelijk kwamen elf kinderen voort:
- Bernhard (1277 – 1341), prins-bisschop van Paderborn
- Herman (- ca. 1324) geestelijke
- Hendrik (- ca. 1336) geestelijke
- Diederik (- na 8 september 1326) ridder van de Duitse Orde
- Simon (II) (- ca. 1332)
- Otto (-1360) heer van Lippe in Lemgo
- Bernhard (overleden 1364), heer van Lippe in Rheda
- Adolf
- Mechtild (- na 9 april 1366); getrouwdmet (circa augustus 1310) graaf Johan II van Bentheim (overleden 1332). Hij was een zoon van Egbert I van Bentheim (circa 1253 - vermoord ca. 1311) en Hedwig van Oldenburg (ca. 1252 - 7 november 1295). Hedwig was een kleindochter van Maurits I van Oldenburg
- Adelheid trouwde circa 29 september 1324 met graaf Herman II van Everstein (- circa 1351)
- Hedwig (- na 5 maart 1369). Zij trouwde met Adolf VII van Holstein-Schauenburg (- 1352)

Na de dood van Simon wordt Lippe verdeeld onder zijn overlevende zonen, waarbij Otto het gebied rond Lemgo (aan deze zijde van het woud) verkrijgt Bernhard V het gebied rond Rheda (aan gene zijde van het woud).